# Robson dos Santos Fernandes
Robson dos Santos Fernandes (* 30. Mai 1991 in Campinas), auch einfach nur Robson genannt, ist ein brasilianischer Fußballspieler.

## Karriere
Das Fußballspielen erlernte Robson in der Jugendmannschaft des AA Ponte Preta in Campinas, bei dem er 2010 auch seinen ersten Vertrag unterschrieb. Im gleichen Jahr wechselte er nach São Caetano do Sul zu AD São Caetano, wo er einen Vertrag bis 2015 unterschrieb. In seiner Zeit bei AD São Caetano wurde er mehrfach ausgeliehen. Comercial FC (Ribeirão Preto) lieh ihn im Jahr 2011 aus. Anschließend wurde er an AA Anapolina ausgeliehen. Von 2012 bis 2014 wurde er an Associação Ferroviária de Esportes und Rio Claro FC ausgeliehen. Nach Vertragsende wechselte er 2016 zu Paraná Clube. Hier erfolgte 2016 eine Ausleihe zum sogenannten Pele-Club FC São Paulo. Nach Asien wechselte er im Jahr 2018, wo er beim thailändischen Erstligisten Bangkok United einen Vertrag unterschrieb. Am Ende der Saison 2018 feierte er mit Bangkok die Vizemeisterschaft. Für Bangkok bestritt er 31 Erstligaspiele. Hierbei erzielte er 14 Treffer. Im Juli 2019 ging er wieder in seine Heimat Brasilien, wo er sich Anfang Juli 2019 dem Zweitligisten Coritiba FC anschloss. Am Ende der Saison wurde er mit dem Klub Tabellendritter und stieg in die erste Liga auf. 2020 bestritt er für den Verein aus Curitiba 32 Erstligaspiele. Hierbei schoss er acht Tore. Anfang März 2021 unterschrieb er einen Vertrag beim Erstligisten Fortaleza EC. 2021 gewann er mit Fortaleza die Staatsmeisterschaft von Ceará. Ein Jahr später feierte er ein zweites Mal die Staatsmeisterschaft von Ceará und den Gewinn der Copa do Nordeste. Bei dem Verein stand er bis Dezember 2022 unter Vertrag. Nach 63 Erstligaspielen für den Verein aus Fortaleza kehrte er am 1. Januar 2023 zu seinem ehemaligen Verein Coritiba FC zurück.

## Erfolge
Bangkok United
- Thailändischer Vizemeister: 2018

Fortaleza EC
- Staatsmeisterschaft von Ceará: 2021, 2022
- Copa do Nordeste: 2022

## Auszeichnungen
- Torschützenkönig: Staatsmeisterschaft von Paraná 2024